# ビッグボーナス (小説)
『ビッグボーナス』は、ハセベバクシンオーによる日本のミステリー小説。

## 概要
- 第2回『このミステリーがすごい!』大賞の優秀賞[1]および読者賞（読者投票1位）[要出典]受賞作。

## ストーリー
パチスロメーカーで企画開発をしていた主人公東俊哉は、攻略情報を売る事務所を経営。軽妙な爆裂トークで、嘘の攻略法をパチスロ中毒者に売り、大金をふんだくる商売をしている。やがて、そんな彼の周囲で不穏な空気が流れ始める。